# Petriolo (Valdera)
Petriolo era un borgo nei pressi di Ponsacco, in Toscana.
Questo paese, di cui attualmente porta il nome un oratorio situato fra Ponsacco e l'Era, è menzionato in due carte dell'Arch. Arciv. Lucchese del 23 agosto 986 e del 17 febbraio 1197. Quest'ultima è un rogito scritto a Ponsacco, ed esemplato da Bonaventura di Appiano dai rogiti del fu Opizzone notaio, di lui padre, col quale Salimbene del fu Bandino dona alla sua sposa Palmeria figlia di Rinaldo la metà dei suoi beni, nell'atto stesso in cui confessa di aver ricevuto in dote un pezzo di terra con casa indivisa posta nei confini di Camugliano, e altre terre situate nei confini di Petriolo.
Qua si trovava la chiesa di S. Andrea a Petriolo. Essa fu posta sotto il piviere di Appiano nel registro delle chiese della Diocesi di Lucca del 1260.
A questo Petriolo di Ponsacco richiamano i diplomi concessi dagl'Imperatori Federico I (1164), Arrigo VI (1192), Ottone IV (1209), Federico II (1220) e Carlo IV (1354) che confermarono alla Repubblica di Pisa le giurisdizioni e privilegi sopra i paesi del suo contado, fra i quali e nominato anche Petriolo di Ponsacco. Finalmente si ricorda questo Petriolo nel trattato di pace fatto a Pisa il 17 febbraio 1285 (stile comune) fra il conte Ugolino di Donoratico come potestà e capitan generale del Comune di Pisa ed i nobili Opezzinghi di Calcinaia dei quali ivi si descrive il distretto giurisdizionale che arrivava sino a Appiano e a Petriolo.
Nel luglio del 1362 si ritirò il Marchese Bonifacio Lupi, dopo che la Repubblica Fiorentina gli levò il comando di un esercito inviato contro i Pisani per sostituire in suo luogo il capitano generale Ridolfo da Varano che il Marchese aspettò nel borghetto di Petriolo.